# Feroke
Feroke is een census town in het district Kozhikode van de Indiase staat Kerala. 

## Demografie
Volgens de Indiase volkstelling van 2001 wonen er 29504 mensen in Feroke, waarvan 49% mannelijk en 51% vrouwelijk is. De plaats heeft een alfabetiseringsgraad van 81%. 